# ゆきのまち幻想文学賞
ゆきのまち幻想文学賞（ゆきのまちげんそうぶんがくしょう）は、株式会社企画集団ぷりずむ発行の雑誌『ゆきのまち通信』が主宰していた公募新人文学賞。2021年の第31回をもって、作品募集を終了した。

## 概要
1990年に創設された。雪をテーマにし、その幻想性を表現した未発表の小説が募集されている。原則として、応募資格は不問で、400字詰原稿用紙換算10枚以内のものが募集され、大賞が1人選ばれ、賞金として30万円が贈られるが、過去に本文学賞で入選以上となった人に限り、400字詰原稿用紙換算30枚以内のものが応募でき、長編賞が1人選ばれ、賞金として10万円が贈られる。締め切りは、例年1月20日。発表は、3月中旬に入賞者に通知され、また『ゆきのまち通信』誌上で大賞、長編賞および佳作が掲載される。4月上旬に八甲田ホテル（青森市）で授賞式が開催される。入賞・入選作品は『ゆきのまち幻想文学賞小品集』に収録される。

## コンセプト

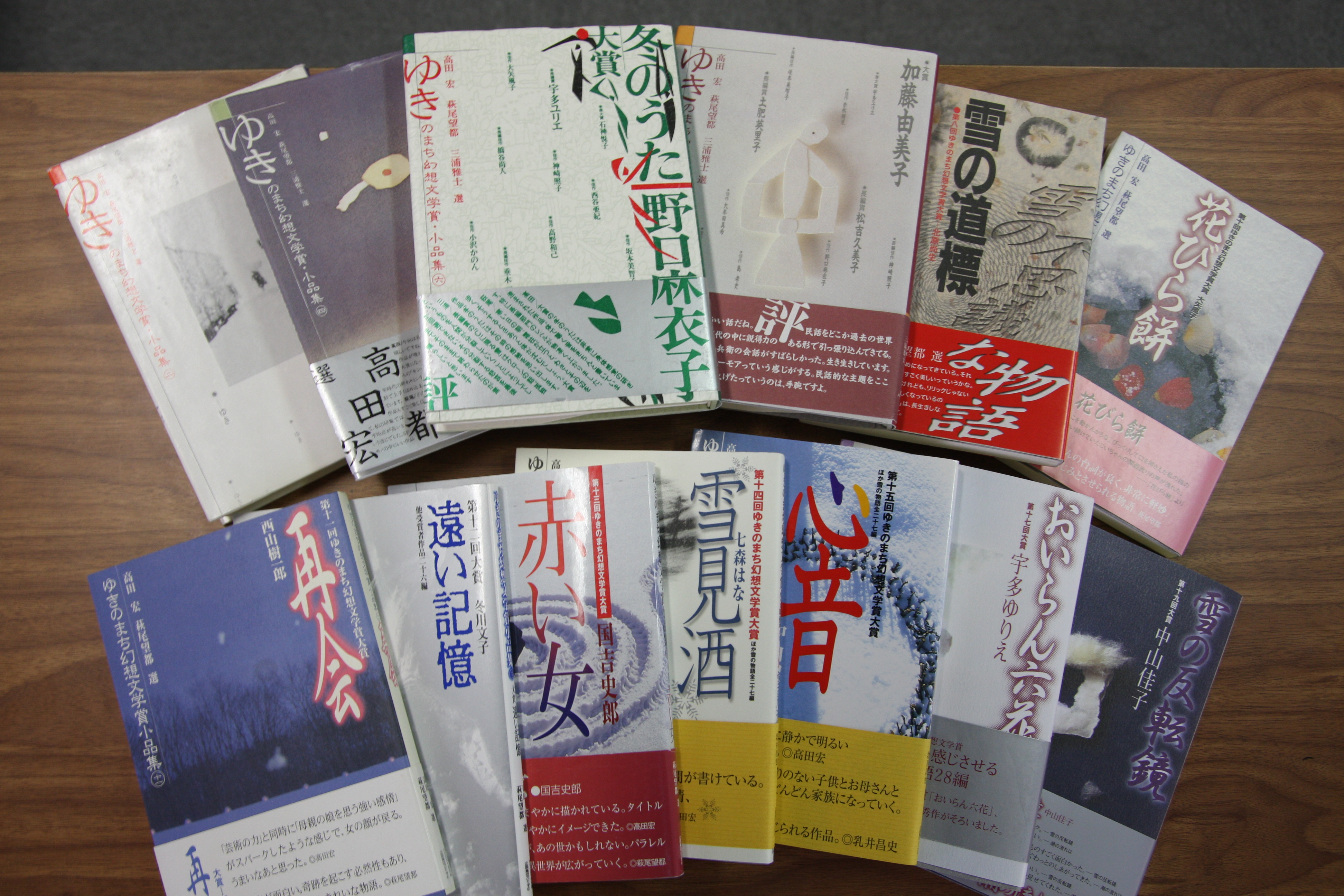

雪のもつ不思議さ、雪のもつ魅力、雪のもつ美しさ、雪のもつ厳しさ、
雪のもつ非情さ、雪のもつやさしさ、雪のもつ詩情、
そうした雪の幻想性をテーマにした、雪を感じさせる物語を募集いたします。 
雪降る季節にご応募いただき、春を待つ季節に審査、早春に発表いたします。
（募集資料から）

## 審査員
- 萩尾望都（第1回 - ）
- 三浦雅士（第1回 - 第7回）
- 高田宏（第1回 - 第25回）
- 乳井昌史（第14回 - 第28回）
- 夢枕獏（第28回 - ）

## 受賞作一覧
年は受賞作の発表の年。
| 回（年）         | 受     | 受賞作                                     | 著者           |
| ---------------- | ------ | ------------------------------------------ | -------------- |
| 第1回（1991年）  | 大賞   | 『雪あかり』                               | 神崎照子       |
| 第2回（1992年）  | 大賞   | 該当作なし                                 | 該当作なし     |
| 第3回（1993年）  | 大賞   | 『紫色の雪ひら』                           | 末永いつ       |
| 第4回（1994年）  | 大賞   | 『キンチの話』                             | 松木裕人       |
| 第4回（1994年）  | 長編賞 | 『NOWHERE MAN』                            | 神崎照子       |
| 第5回（1995年）  | 大賞   | 『スペースシップ』                         | 竹内真         |
| 第5回（1995年）  | 長編賞 | 該当作なし                                 | 該当作なし     |
| 第6回（1996年）  | 大賞   | 『冬のうた』                               | 野口麻衣子     |
| 第6回（1996年）  | 長編賞 | 『Cに降る雪』                              | 宇多ユリエ     |
| 第7回（1997年）  | 大賞   | 『与兵衛の雪』                             | 加藤由美子     |
| 第7回（1997年）  | 長編賞 | 『巫女舞』                                 | 土肥英里子     |
| 第7回（1997年）  | 長編賞 | 『雪の上の足音』                           | 松吉久美子     |
| 第8回（1998年）  | 大賞   | 『雪の道標』                               | 北原尚生       |
| 第8回（1998年）  | 長編賞 | 該当作なし                                 | 該当作なし     |
| 第9回（1999年）  | 大賞   | 『夜咄』                                   | 青木裕次       |
| 第9回（1999年）  | 長編賞 | 『ノアの住む国』                           | 北原なお       |
| 第10回（2000年） | 大賞   | 『花びら餅』                               | 大矢風子       |
| 第10回（2000年） | 長編賞 | 『ふたり』                                 | 高野紀子       |
| 第11回（2001年） | 大賞   | 『再会』                                   | 西山樹一郎     |
| 第11回（2001年） | 長編賞 | 『わかれみち』                             | 大矢風子       |
| 第12回（2002年） | 大賞   | 『遠い記憶』                               | 冬川文子       |
| 第12回（2002年） | 長編賞 | 『雪果幻語』                               | 大久保悟朗     |
| 第13回（2003年） | 大賞   | 『赤い女』                                 | 国吉史郎       |
| 第13回（2003年） | 長編賞 | 『セルリアン・シード』                     | 真帆しん       |
| 第13回（2003年） | 長編賞 | 『スパゲッティー・スノウクリームワールド』 | 神崎照子       |
| 第14回（2004年） | 大賞   | 『雪見酒』                                 | 七森はな       |
| 第14回（2004年） | 長編賞 | 『胸に降る雪』                             | 松嶋ひとみ     |
| 第14回（2004年） | 長編賞 | 『Identity Lullaby』                       | 北原なお       |
| 第15回（2005年） | 大賞   | 『心音』                                   | 中山聖子       |
| 第15回（2005年） | 長編賞 | 『シズリのひろいもの』                     | 宇多ゆりえ     |
| 第16回（2006年） | 大賞   | 『横着星』                                 | 川田裕美子     |
| 第16回（2006年） | 長編賞 | 『春彼岸』                                 | 東しいな       |
| 第17回（2007年） | 大賞   | 『おいらん六花』                           | 宇多ゆりえ     |
| 第17回（2007年） | 長編賞 | 『きつね与次郎』                           | 大沼珠生       |
| 第18回（2008年） | 大賞   | 『河童と見た空』                           | 前川亜希子     |
| 第18回（2008年） | 長編賞 | 『シュネームジーク』                       | 小滝ダイゴロウ |
| 第19回（2009年） | 大賞   | 『雪の反転鏡』                             | 中山佳子       |
| 第19回（2009年） | 長編賞 | 『潮の流れは』                             | 中山聖子       |
| 第20回（2010年） | 大賞   | 『もうひとつの階段』                       | 東しいな       |
| 第20回（2010年） | 長編賞 | 『雪の翼』                                 | 巣山ひろみ     |
| 第21回（2011年） | 大賞   | 『風花』                                   | 坂本美智子     |
| 第21回（2011年） | 長編賞 | 『春を待つクジラ』                         | 加藤清子       |
| 第22回（2012年） | 大賞   | 『大きな木』                               | 山ノ内真樹子   |
| 第22回（2012年） | 長編賞 | 『うきだあまん』                           | 結城はに       |
| 第23回（2013年） | 大賞   | 『とんでるじっちゃん』                     | 大沼珠生       |
| 第23回（2013年） | 長編賞 | 該当作なし                                 | 該当作なし     |
| 第24回（2014年） | 大賞   | 『侘助ひとつ』                             | 瑞木加奈       |
| 第24回（2014年） | 長編賞 | 『およぐひと』                             | 坂本美智子     |
| 第25回（2015年） | 大賞   | 『小さな魔法の降る日に』                   | 毬             |
| 第25回（2015年） | 長編賞 | 『春夏秋冬』                               | 小林栗奈       |
| 第26回（2016年） | 大賞   | 『冬の虫』                                 | 伊藤万記       |
| 第26回（2016年） | 長編賞 | 該当作なし                                 | 該当作なし     |
| 第27回（2017年） | 大賞   | 『カンジョンの砂絵』                       | 小滝ダイゴロウ |
| 第27回（2017年） | 長編賞 | 『女神の祝福』                             | あまのかおり   |
| 第28回（2018年） | 大賞   | 『小さき者の小さき手のひら』               | 五十月彩       |
| 第28回（2018年） | 長編賞 | 『瞳に降る雪』                             | 東しいな       |
| 第29回（2019年） | 大賞   | 『待合室』                                 | 中野睦夫       |
| 第29回（2019年） | 長編賞 | 該当作なし                                 | 該当作なし     |
| 第30回（2020年） | 大賞   | 『神仕舞』                                 | あまのかおり   |
| 第30回（2020年） | 長編賞 | 『硯』                                     | 益田昌         |
| 第31回（2021年） | 大賞   | 『軒端の梅よ』                             | アンネ・エラ   |
| 第31回（2021年） | 長編賞 | 『ザザンとガガンと鬼の指』                 | 福岡えり       |

## 活躍している入選・入賞者
- 乾ルカ - 推理作家
- 仲町六絵 - ライトノベル作家 : 「雪まろの夏」（第20回）
- 長谷川昌史 - ライトノベル作家 : 「スノウ・マジック」（第8回）、「QC（クオンタム・クレイ）」（第22回）